# TvN Story
tvN Story är en sydkoreansk kabel-TV-kanal, som ägs av CJ ENM.